# William Makram Ebeid

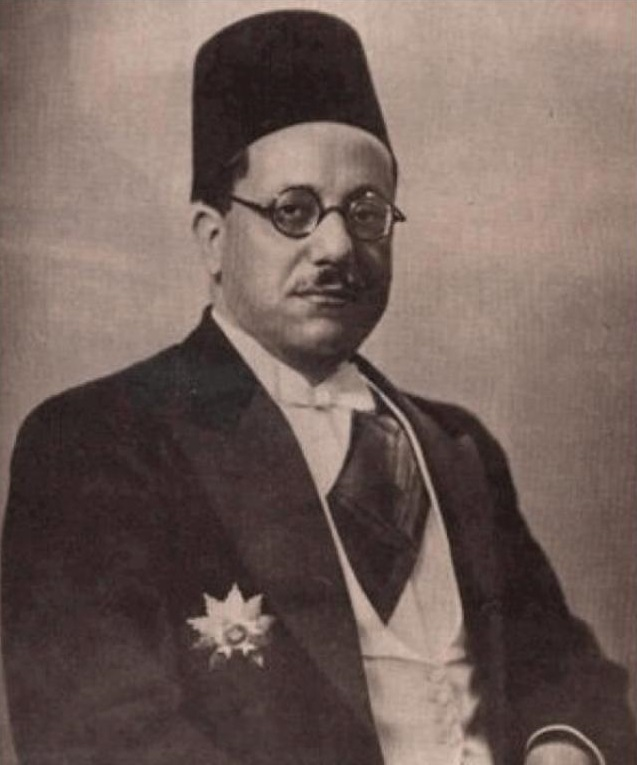
William Makram Ebeid

William Makram Ebeid (Arabisch: مكرم عبيد) (Qina, 25 oktober 1889 - Caïro, 5 juni 1961) was een Egyptisch politicus.
William Makram Ebeid was een Koptisch Christen. Zijn vader had belangen in de spoorweg van Naj 'Hammadi naar Luxor en met zijn vergaarde fortuin wist hij landerijen te kopen die voorheen onderdeel waren van de kroondomeinen. Makram Ebeid bezocht de American College in Assioet en studeerde daarna rechten in Oxford. In 1908 promoveerde hij en verwierf de doctorstitel. Nadien studeerde hij twee jaar techniek in Frankrijk en keerde daarna naar Egypte terug. Terug in Egypte trouwde hij met de dochter van Murqus Hanna, eveneens een Koptisch Christen en een van de vroegste aanhangers van de Nationalistische Partij.
William Makram Ebeid werd na de Eerste Wereldoorlog lid van de Wafd ("Delegatie")-partij en pupil van Saad Zaghloel, de voorzitter van de Wafd-partij. Hij bleef een van de nauwste medewerkers van Saad Zaghloel tot diens dood in 1927. Mustafa Nahas Pasja werd de nieuwe voorzitter van Wafd-partij en Makram Ebeid werd secretaris-generaal van de partij.
William Makram Ebeid was namens het district Qina lid van het Egyptisch parlement. In 1928 was hij korte tijd minister van Communicatie in het Wafd-kabinet onder Nahas Pasja en was in 1930, 1936-1937 en in 1942 minister van Financiën onder Nahas Pasja.
In 1942 raakte hij in conflict met Nahas Pasja over de corruptie binnen de Wafd-partij en nam hij - mogelijk gesteund door koning Faroek I - als minister ontslag. Korte tijd later stapte hij uit de partij en vormde het Wafd Blok. Hij publiceerde een Zwartboek waarin hij Nahas Pasja afviel.
William Makram Ebeid was nadien minister in diverse coalitieregeringen waar de Wafd-partij geen deel van uitmaakte.
In 1990 verscheen er een bundel van zijn toespraken.